# Eucalyptus albida
eucalipto albida, comumente conhecido como mallee de folhas brancas, é um mallee endêmico do sudoeste da Austrália Ocidental . Tem casca lisa branca ou marrom acinzentada, folhas adultas em forma de lança e flores em grupos de sete a onze. As flores são branco-creme e as frutas são hemisféricas em forma de cone. As folhas juvenis que geralmente são mantidas em plantas maduras são dispostas em pares opostos, em forma de ovo a coração e cinza azulado.

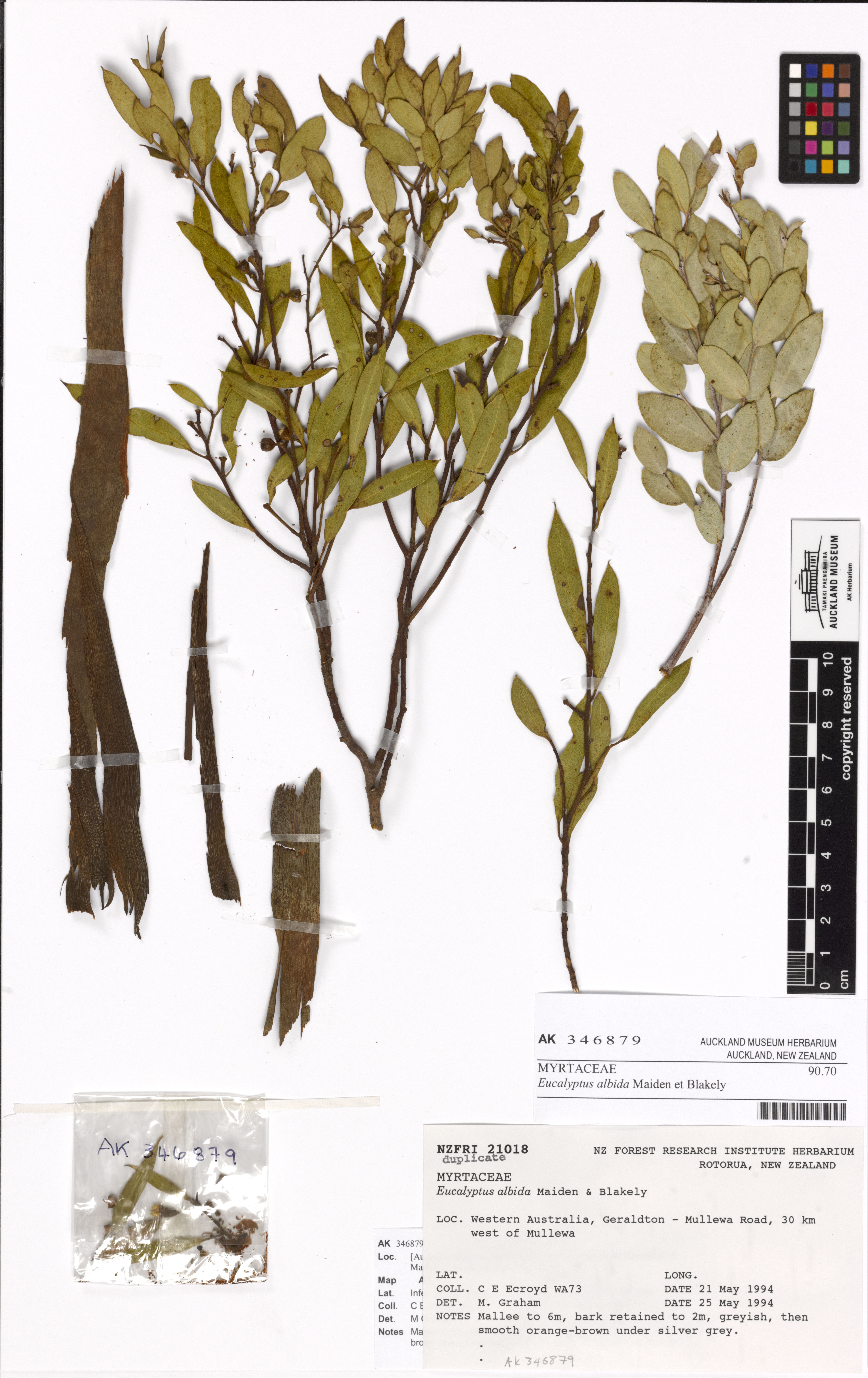
Hebarium espécime E. albida

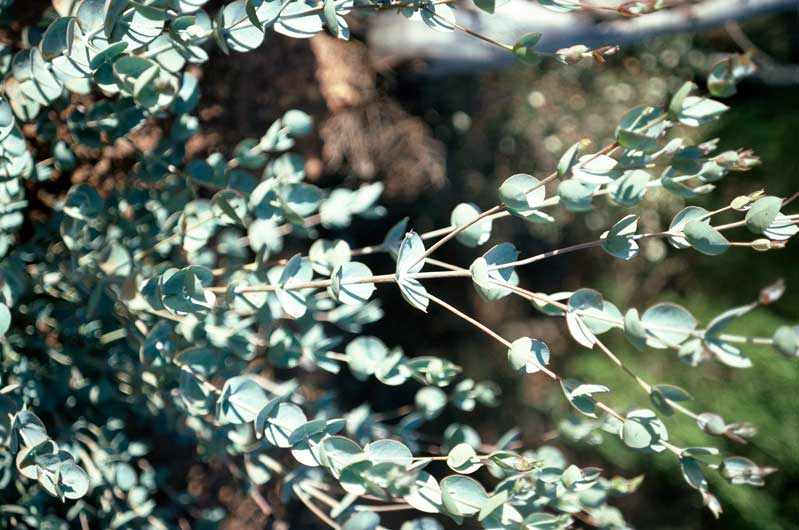
Folhagem juvenil de E. albida

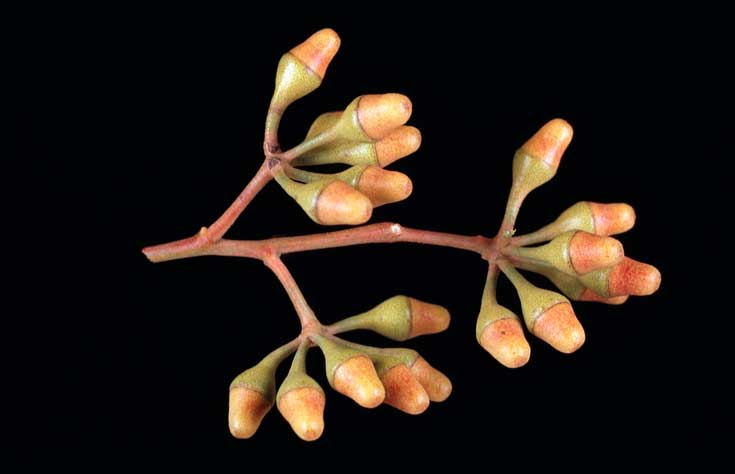
Botões florais de E. albida

## Descrição
O eucalipto albida é um mallee que normalmente cresce a uma altura de 1,5 a 4 metros (4,9 a 13 pé)   e possui casca lisa branca ou marrom acinzentada. As folhas das plantas jovens estão dispostas em pares opostos, em forma de ovo a coração, da mesma tonalidade de cinza azulado nos dois lados, 15−40 milímetros (588,98 pol)     long e 13−35 milímetros (510,43 pol). Folhas juvenis estão frequentemente presentes em plantas maduras. As folhas adultas são em forma de lança, verde escuro brilhante em ambos os lados, 40−70 milímetros (1 572,05 pol)     longo e 5−15 milímetros (196,26 pol).
Os botões de flores são dispostos em uma inflorescência ramificada, cada ramo com grupos de sete a onze botões em um pedúnculo 5−15 milímetros (196,26 pol)     longo, cada botão em um pedicelo 3−6 milímetros (117,87 pol)     long. Os botões têm a forma de um fuso com um opérculo cônico de ponta romba 3−4 milímetros (117,95 pol)     longo, aproximadamente o mesmo comprimento que o copo floral . As flores são branco-creme. A floração ocorre entre novembro e janeiro e o fruto é hemisférico ou em forma de cone, 4−5 milímetros (157,28 pol)     longo e largo.

## Taxonomia
O eucalipto albida foi descrito formalmente pela primeira vez em 1925 por Joseph Maiden e William Blakely e a descrição foi publicada no Journal and Proceedings da Royal Society of New South Wales . A amostra do tipo foi coletada perto de Harrismith por Charles Gardner . O epíteto específico ( albida ) é retirado da palavra latina albidus, que significa "esbranquiçado" em referência à cor das folhas juvenis.

## Distribuição
O mallee de folhas brancas cresce na areia, geralmente com cascalho e laterita, em kwongan e matagal. Pode ser encontrada desde Tammin e Narrogin, leste, até Hyden e Ravensthorpe, com uma população disjunta perto de Badgingarra .

## Conservação
Este eucalipto é classificado como "não ameaçado" pelo Departamento de Parques e Vida Selvagem do governo da Austrália Ocidental.

## Usos
O recrescimento de talha de folhas juvenis dessa espécie é usado pelos floristas como material de enchimento em arranjos de flores secas e é chamado de goma de farfalhar. A planta é resistente à seca e à geada no cultivo.